# Rekapitulacija 1980-84
Albums de Laibach
Laibach
(1985) Neu Konservatiw
(1985)
Rekapitulacija 1980-84 est un album de Laibach sorti le 9 mai 1985. 

## Historique
En janvier 1984, Laibach signe avec le label Walter Ulbricht Schallfolien pour sortir pour la première fois un album en dehors de la Yougoslavie, Rekapitulacija 1980-84, une compilation des premiers titres du groupe. Présentée sous la forme d'un coffret de deux vinyles, elle est illustrée par une pochette représentant un kozolec, un séchoir à foin caractéristique de la Slovénie. Une photographie de Božidar Jakac est ainsi intégrée à un ensemble graphique créé par Dejan Knez.  

Les morceaux sont enregistrés au Studio Metro à Ljubljana, à l'exception de « Cari Amici Soldati » enregistré live le 10 septembre 1982 au festival Novi Rock 82 à Ljubljana et « Sredi Bojev » enregistré en 1983 à Berlin. Le titre « Ti, ki izzivaš » contient un sample tiré du film Psychose. « Perspektive » est le seul morceau avec des paroles en anglais. Il s'agit d'un manifeste définissant certains éléments du principe monumental retro-avant-garde.
« Laibach reprend un système de travail organisationnel, d'après le modèle de production industrielle et du totalitarisme, de l'esprit collectif, de l'identification avec l'idéologie, ce qui signifie : ce n'est pas l'individu, mais l'organisation qui parle. Notre travail est industriel, notre langage politique. »
En 2002, une édition remastérisée et avec des illustrations différentes sort sur le label NSK Recordings. Deux titres bonus, « Vade Retro Satanas » et « Smrt Za Smrt », sont disponibles, enregistrés en concert en 2000.

## Liste des titres

### Version 2xLP
| A1. | Cari Amici        | 2:06 |
| A2. | Untitled          | 0:13 |
| A3. | Zmagoslavje Volje | 4:49 |
| A4. | Untitled          | 0:13 |
| A5. | Jaruzelsky        | 4:49 |
| A6. | Untitled          | 0:13 |
| A7. | Smrt Za Smrt      | 2:17 |

| B1. | Sila        | 4:02 |
| B2. | Dokumenti   | 4:25 |
| B3. | Sredi Bojev | 7:53 |
| B4. | Untitled    | 0:35 |

| C1. | Panorama 14         | 0:52 |
| C2. | Mi Kujemo Bodocnost | 4:45 |
| C3. | Brat Moj            | 6:02 |
| C4. | Slovenska Žena      | 4:04 |
| C5. | Untitled            | 0:34 |

| D1. | Boji        | 8:09 |
| D2. | Untitled    | 0:13 |
| D3. | Sans titre  | 6:07 |
| D4. | Untitled    | 0:13 |
| D5. | Perspektive | 4:40 |
| D6. | Mars        | 0:23 |

### Version CD
Il s'agit de la version remastérisée de 2002.
| 1.  | Cari Amici          | 2:17 |
| 2.  | Zmagoslavje Volje   | 5:00 |
| 3.  | Jaruzelsky          | 5:02 |
| 4.  | Smrt Za Smrt        | 2:46 |
| 5.  | Sila                | 4:00 |
| 6.  | Dokumenti           | 4:25 |
| 7.  | Sredi Bojev         | 8:16 |
| 8.  | Panorama 14         | 0:52 |
| 9.  | Mi Kujemo Bodocnost | 4:44 |
| 10. | Brat Moj            | 6:01 |
| 11. | Slovenska Žena      | 4:25 |
| 12. | Boji                | 8:20 |
| 13. | Ti, Ki Izzivas      | 5:44 |
| 14. | Perspektive         | 4:39 |
| 15. | Mars                | 0:22 |
| 16. | Vade Retro Satanas  | 4:30 |
| 17. | Smrt Za Smrt        | 7:29 |

## Crédits
Les numéros des titres correspondent à la version CD de 2002.
- Igor Vidmar - production (titres 1 à 5)
- Iztok Černe - enregistrement, mixage, édition
- Neven Smolčič - enregistrement, mixage, édition
- Anja Rupel - chant (11)
- Johnatan Langram - chant (14, 16)
- Matej Mršnik - guitare (17)
- Fritz Häaman - batterie (5, 7, 9, 10, 12, 14)
- Tone Dimnik - batterie (5, 10, 11)
- Dan Landin - clarinette (10)

## Versions
| Type | Label                        | Référence     | Année | Pays      |
| ---- | ---------------------------- | ------------- | ----- | --------- |
| LP   | Walter Ulbricht Schallfolien | WULP 003/4    | 1985  | Allemagne |
| CD   | Walter Ulbricht Schallfolien | WULP 003/4 CD | 1989  | Allemagne |
| CD   | NSK Recordings               | NSK 008       | 2002  | Slovénie  |